# Mwari
Mwari, también conocido como Musikavanhu, Musiki, Tenzi e Ishe, es la deidad creadora suprema según la religión tradicional shona. Se cree que Mwari es el autor de todas las cosas y de toda la vida y que todo está en él. La mayoría de los seguidores de esta deidad se concentran en Mozambique, Sudáfrica y Zimbabue. Mwari es un ser omnipotente, que gobierna sobre los espíritus y es el Dios Supremo de la religión.
La misma deidad se aplica y también se denomina Inkhosi en Ndebele septentrional y meridional. La veneración de Mwari se remonta a la época del antiguo rey Monomotapa, del reino de Mutapa, en el río Zambeze.

## Etimología
El nombre "Mwari" en shona significa la fuerza que está detrás de la Creación. La palabra en sí significa, se parece y se interpreta como "Dios", pero sólo en el contexto religioso. La aceptación de este término aumentó cuando los misioneros cristianos interpretaron la Biblia para los lugareños, en la que utilizaron el término "Mwari" en lugar de "Dios".

## Historia
Los nómadas bantúes fueron los responsables de introducir el concepto de monoteísmo en las religiones tradicionales del sur de África. El primer reconocimiento oficial del mwari fue por parte del reino de Zimbabue, cuyo gobernante más notable fue Monomotapa, del reino de Mutapa. Se cree que esta nueva adición a la religión shona se incorporó al Gran Zimbabue. A menudo se acudía a Mwari a través de médiums en los santuarios de Matonjeni, en las colinas Matopo de Zimbabue.
En 1890, los misioneros cristianos empezaron a traducir la Biblia al shona. Tradujeron el nombre del Dios bíblico como Mwari. Dora Rudo Mbuwayesango llama a esto "en realidad una usurpación religiosa de los shona. (...) Las representaciones de Dios en las tradiciones orales shona fueron calificadas de primitivas e incivilizadas, por lo que la representación bíblica de Dios fue elevada a la categoría de forma civilizada y auténtica de hablar de la deidad shona, Mwari".

## Características
Mwari es visto como un Dios bondadoso y amoroso. Mwari no es sólo el Dios de la creación, sino también de la fertilidad de la tierra y de la bendición de las lluvias. Mwari es quien controla las fuerzas de la Tierra, desde la fortuna de los viajes hasta los acontecimientos sociales y políticos. Aunque los shona y los ndebele suelen rezar sólo a Mwari, también es muy común el uso de médiums espirituales.
Aunque las traducciones bíblicas de los misioneros transcribían Mwari como masculino, los shona entendían que Mwari no tenía género (o ni masculino ni femenino).

## Historia oral sobre Mwari
Entre los shona existía la creencia de que nadie tenía derecho ni autoridad para invocar a Mwari directamente sin observar el protocolo de airear las quejas o las súplicas de agradecimiento a la deidad a través de médiums espirituales (que estaban poseídos por espíritus ancestrales y de otro tipo). En el norte de Zimbabue, se contactaba con Mwari a través de médiums espirituales o espíritus; en otras partes de Zimbabue, hablaba con la gente a través de un oráculo.
También se creía que cualquiera que desafiara esta ley espiritual desarrollaría la lepra, ya que se creía que el nombre del Dios inefable e incognoscible era sagrado y estaba más allá de todo.